# Saïda El Mehdi
Saïda El Mehdi (née le 21 septembre 1981) est une athlète marocaine, spécialiste des courses de demi-fond. 

## Biographie
En 2004, lors des Championnats d'Afrique de Brazzaville, Saïda El Mehdi remporte la médaille d'or du 800 mètres et la médaille d'argent du 1 500 mètres. Cette même année, elle se classe troisième du 1 500 m des Jeux panarabes, à Alger.
En 2009, elle est suspendue deux ans par l'IAAF après avoir fait l'objet d'un contrôle positif aux stéroïdes anabolisants.
Elle se rachète en octobre 2013 en remportant le semi-marathon de Tordesillas en Espagne dans le temps de 1 h 15 min 12 s.

## Palmarès
| Date | Compétition            | Lieu        | Résultat | Épreuve | Temps         |
| ---- | ---------------------- | ----------- | -------- | ------- | ------------- |
| 2004 | Championnats d'Afrique | Brazzaville | 1re      | 800 m   | 2 min 03 s 52 |
| 2004 | Championnats d'Afrique | Brazzaville | 2e       | 1 500 m | 4 min 24 s 87 |
| 2004 | Jeux panarabes         | Alger       | 2e       | 1 500 m | 4 min 36 s 07 |
| 2006 | Championnats d'Afrique | Bambous     | 4e       | 1 500 m |               |
| 2007 | Championnats panarabes | Amman       | 1re      | 800 m   | 2 min 06 s 80 |
| 2007 | Championnats panarabes | Amman       | 2e       | 1 500 m | 4 min 18 s 77 |

## Records
| Épreuve | Performance   | Lieu     | Date         |
| ------- | ------------- | -------- | ------------ |
| 800 m   | 2 min 01 s 85 | Alger    | 22 juin 2006 |
| 1 500 m | 4 min 06 s 51 | Kalamáta | 2 juin 2007  |